# Pietro Tribuno
Pietro Tribuno (?, 9. század – Velence, 911) volt Velence élén a tizenhetedik dózse. Uralkodása 888-tól huszonhárom éven át, egészen 911-ig tartott. Szilárd uralmát dózseségének első éveiben megalapozott politikai berendezkedése tette lehetővé. Pietro igyekezett a kereskedők érdekeit szolgálni, ehhez pedig elsősorban az Adriai-tenger medencéjének biztonságára volt szükség. Elődjeinek bevett taktikája azonban ezúttal elbukott egy új ellenség miatt.

## Élete
Miután I. Pietro Candiano elesett a szláv kalózok elleni csatában, Velence polgárai újra összegyűltek, hogy megválasszák vezetőjüket. Ezúttal nem született meg egykönnyen a döntés, ugyanis a velenceiek egy része az örökletes uralmat támogatta, tehát az ezzel már több alkalommal kísérletező Partecipazio család trónra jutását. Ez a monarchia felé sodorta volna a városállamot, amelyet sokan nem akartak. Végül 888-ban a többség Pietrót tette meg a lagúnák vezetőjének.
Pietrónak a nép követelésére azonnal nyilvánosan állást kellett foglalni a politikai berendezkedést illetően. A Dózse palotájában igen körülményesen dolgozták ki a dózse válaszát, mivel az könnyen az uralkodó fejébe is kerülhetett. Nem is csoda hát, hogy Tribuno a választ több éven át halogatta, és csak 991-ben döntött úgy, hogy elmondja a palota előtt beszédét, amelyben kiemelte, hogy a hatalom újra a nép kezébe került. Ez a köztársaság eszméit hirdető beszéd azonban meg volt tűzdelve azzal, hogy az uralkodó „nép” valójában az alsóbb rétegek és a kézművesek nélkül értendő. A város lakóinak tetszett Pietro beszéde, ezért a dózse végre szabadon foglalkozhatott a városállam egyéb ügyeivel is.
A szláv kalózok a 887-ben vívott csatában szintén sok hajót és embert veszítettek, ezért Pietro uralkodásának kezdetére nem tudtak jelentős erőt felmutatni. Azonban a szaracénok támadásai 897-ben kiújultak. Pietro megkezdte a flotta felkészítését az arab kalózok elleni támadásra, de hamarosan híreket kapott egy új ellenség közeledtéről. Itália békéjét egyre inkább fenyegette a betörő magyarok kalandozása. 900-ban magyar seregek pusztították végig Isztriát, feldúlták Trevisót, Chioggiát, Pellestrinát és Malamoccót is. A szigetek népe ugyan biztonságban volt, de a szárazföldön álló kereskedelmi telepek kifosztása jelentős veszteségeket okozott Velencének.
Pietro sereget szervezett a betörő nép ellen. A szomszédos lombard király, Berengár is szenvedett a magyarok támadásaitól, hiszen azok egészen Bologna városáig letarolták országát. Az egyesített seregek 900 végén csaptak össze a portyázó magyarokkal, de a nomád nép vérfürdőt rendezett a lombard-velencei sereg soraiban.
A veszteség megviselte Pietrót, és egyhamar a velencei védelem sem tudott talpra állni. A pápa támogatásával mégis sikerült sereget verbuválnia, és 906-ban Altinónál, Velence egyik ősi városánál ütközött meg a Pietro vezette sereg a magyarok egyik portyázó csapatával. A hosszú csatában sokan elestek, de végül Pietro győzedelmeskedett. A lagúnákba visszatérő győztest a nép liberatore, azaz felszabadító jelzővel ünnepelte. Uralkodásának további részében nem kellett foglalkoznia a magyar fenyegetéssel, de az újjáépítés éppen elég terhet rótt ki a dózséra.
911 végén halt meg, természetes halállal.